# Български формирования в Руско-турската война (1828 – 1829)
Българският доброволчески корпус и отряди в Руско-турската война са регулярни части от български „волонтири“ (волунтири) и паравоенни такива от въстаници, хайдути и други въоръжени българи, действали в 1828 – 1829 г. заедно с руската войска и отделно от нея срещу турците за освобождението на България.
Българските формирования имат решителен принос за освобождението на Силистра на 5 май 1829, участват в битките при Кюлевча за Шумен, при Балдаморския мост за Сливен, завземането и отбраната на Созопол и осигуряват победоносния бърз оперативен маньовър на руската армия в 1829 г. с превеждането ѝ през Балкана в Тракия и след това през Сакар през прохода Малък Дервент, довел до падането на Одрин и края на войната. Българите влизат в Одрин като победители заедно с русите войски на 20 август 1829 г. 

## Структура и задачи
В зависимост от това какви точно въоръжени и помощни български сили се имат предвид според различни сведения броят на българските доброволци участници във войната във всички форми, варира от 5000 до 25 000 души.  На 22 април 1828 г. Тучков предлага на началник-щаба на Дунавската армия генерал Павел Киселов да се създаде нова Българска земска войска в състав от 1000 души, въоръжена и оборудвана за сметка на гарнизоните в Тираспол и Хотин, на главнокомандващия ген. П. Хр. Витгенщайн от Главния щаб в Петербург е съобщено, че император Николай І разрешава създаването на Земската войска.
Задачите на българските отреди първоначално са наблюдение на противника, охрана на териториите и комуникациите, защита на населението, прочистване от башибозук и разузнавателни операции в тила на противника. Впоследствие въоръжените българи действат най-активно в направлението на настъплението с провеждане на разузнаване, пътеуказване, снабдяване, диверсии срещу противника, в спомагателни и в активни настъпателни и отбранителни операции.
Въоръжените формирования нямат единно командване. Корпусът на полк. Иван Петрович Липранди (Липранд) изпълнява нарежданията на главнокомандващия командващия действащата армия ген. Иван Дибич, на командващия войските в Добруджа ген. Фьодор Ридигер и пр., Созополският отряд на Стойко Маврудов се подчинява на командващия черноморската ескадра контраадмирал Михаил Кумани и сменилият го на 19 април 1829 г. вицеадмирал Алексей Самуилович Грейг, а полевите чети взаимодействат със съответните командващи офицери на руските части или действаат самостоятелно, други българи помагат в снабдяването, разузнавенето и наблюдението на противника и са водачи на руските части.

## Българския доброволчески отряд на кап. Георги Мамарчев
Българския доброволчески отряд се създава първи, през пролетта на 1828 г. във Влашко. Той е самостоятелна в началото военна част достигнала от 270 при образуването си до около 1000 „волунтири“ българи под оръжие в края на войната. Отряда действа първоначално напълно самостоятелно, но във взаимодействие с доброволците на другите български „капитани“. След формирането на Българския доброволчески корпус на полк. Липранди заедно с другите български отряди са включени като бойни части към него. Частта на кап. Мамарчев действа от Дунав, Силистра и Добруджа през Шумен до Сливен, предвид плановете му за обявяване освобождението на България, там той се отделя от руската армия продължила за Одрин и с 500 – 600 души от отряда се установява в Котел и подготвя въстание включващо района на Сливен, Котелско, Габровско и Търновско за провъзгласяване независимостта на България в Търново. Руското командване убедило се, че намеренията му са сериозни, в началото на пролетта на 1830 г. праща 200 казаци и арестува Мамарчев за тези му планове и ги проваля, разпуска събраните хора и след това освобожава капитана то ареста, но други като Бойчо войвода и братята му са пратени в Сибир. Отряда и личния му състав има решителен принос за освобождението на Силистра, участва в битките решили войната при Шумен и при овладяването на Сливен и с другите българи подпомага бързия оперативен маньовър на руската армия в 1829 г. с превеждането ѝ през Балкана през Айтостия и Върбишкия проходи в Тракия и през Сакарпланина през прохода Малък Дервент довел до падането на Одрин и края на войната.
Командир и организатор на частта е капитан Георги Мамарчев – български възрожденец революционер, постъпил като доброволец още с първите в 1810 г. в Българската земска войска член на щаба ѝ като „волонтирски командир“ участвал под командването на ген. Кутузов в битките на през Руско-турската война 1806 – 1812 г., бил се в успешните боеве при Русе, Тутракан и Силистра, в знаменитата Бородинска битка с Наполеон и в гръцката „Завера“ на Ипсиланти – антитурското общобалканско въстание във Влашко. За проявена храброст получил бойни отличия и награден от руския император почетно оръжие и специално знаме. Има офицерски чин поручик в щатната руска армия и е награден с Георгиевски орден за боевете при превземането на Силистра в 1810 г., по-късно за превземането пак на Силистра в 1829 г. е произведен в капитан, награден с високия орден Света Ана и „скъпоценна сабя“, както свидетелства Раковски и от 1829 до арестуването му от турците в 1835 г. е кмет на града. Отряда е във фактически продължител на българското опълчение от предишната Руско-турска война Българската земска войска в която самият Мамарчев е бил офицер и участвал в победния и щурм на крепостта Силистра в предходната война в 1811 г.
Кап. Мамарчев първоначално организира в отряда си 270 души и изпълнява задачи по наблюдението и бойната охрана на дунавския бряг.
Те подпомагат съществено форсирането към 15 юни 1828 г. на Дунав при Хърсово над Черна вода от русите с устройването на първата переправа за 6 пехотен корпус командван от ген. Логгин Рот (траен понтонен мост руснаците ще направят тук чак към 13 февруари 1829 г.) След като руската армия стъпва на българския бряг, отрядът на Мамарчев действа по Дунава и в Южна Добруджа, охранявайки корпуса от юг.
На 9 юни русите приближаващи Силистра са пресрещнати от удара на излезлия из крепостта турски гарнизон за да бъде спряно и отбито настъплението им. В тежката и кървава битка българите проявяват удивителна храброст „завоювайки със своята кръв право на съществование на отделен български отряд в редовете на руската армия“ както свидетелстват руските източници.
Отряда се включва в руската обсада по суша на Силистра. Конниците на Панайот Фукияд, действащи с отряда, на 20 юли, заедно с казаците разбиват и прогонват турска кавалерийска част, прекъснала пътя Силистра – Шумен, а по-късно успяват да пленят и няколко турски оръдия, Фукияд е награден с високия орден „Св. Владимир“ ІⅤ степен с лента. Отряда на Мамарчев е натоварен със задачи за разузнаване и охранение, за тях русите пишат – „конниците-българи ходеха заедно с казаците на разузнаване, носеха анванпостова служба, пехотинците правеха пътища и пристани, отиваха с авангарда на руските войски като водачи, участваха в схватките с турските войски.“  Раковски пише: „Предводител на самоволно отделение съставено от българи, Георги Стойков Мамарчев Буюклю капитан, родом от Котел ...... пресякъл беше Дунава и пазеше да не премине нито един турчин, нито една лодка в помощ на обсадените в Доростол.“  Българските доброволци овладяват дунавските острови между крепостта и Кълараш и осигуряват връзката с руските части на отсрещния бряг, те служат в предните постове и не позволяват никакъв турски плавателен съд с войници да се приближи незабелязан и да окаже помощ на обсадените и обръчът около крепостта е затворен.
На 22 октомври 1828 г. при щурма на крепостта, Мамарчев начело на своите „триста свои избрани българи“ с бой се качва на крепостните стени, завладява един от бастионите и обръща топовете му към града, това всява ужас в турците в крепостта, те вдигат бяло знаме и искат парламентьори, но крепостта пада месеци по-късно в 1829 г., като в щурма отново участва българският отряд, воден от кап. Мамарчев – за подвизите и храбростта в боевете при Силистра на Мамарчев и на още десетина от българите са присъдени военни отличия. Раковски свидетелства за атаката на отряда на Мамарчев: „Той се качва откъм Дунава с 300 от своите избрани българи на крепостта и овладявайки един от най-главните крепостни логури (табии) обръща топовете към града .... за това дело му се проводи орден Света Ана и скъпоценна сабя от руския цар Николай.“ 

## Български доброволчески корпус на полк. Иван Липранд, български чети и отряди
Българският доброволчески корпус се организира и командва в март 1829 от полковник Иван Липранди. Той е отделно сформирана част, наречена „корпус“, съставен от българи от Украйна, Молдова и Влашко, към които впоследствие, непланирано за руснаците, се присъединяват и многобройни българи на юг от Дунав. Първоначално Корпусът е със състав на полк, наброява около 1600 души, но впоследствие към него са придадени и вече съществуващите от по-рано български доброволчески части на кап. Георги Мамарчев, на брата на загиналия по Заверата началник на българските доброволци Сава Бинбаши Панайот Фукияд (Фокияно), на брата на Хайдут Велко кап. Милко Петров (Петрович), на кап. Хаджиоглу Габровли, кап. Алексий, кап. Иванчо, кап. Живко и много други. При включването им в корпуса най-многобройни били отрядите на кап. Мамарчев 270 души, кап. Милко Петров 200 души, кап. Живко 150 души, кап. Алекси 50 души и др. Руските офицери в него са само трима, българските командири запазват командването на своите части и влизат в щаба на корпуса. Българският корпус е замислен за действие като специална част, той първоначално прочиства Делиормана от башибозушки орди, а след това действа в Тракия. Корпуса пряко се включва в бойни действия, легендарна е храбростта проявена от българите кап. Хаджиоглу Габровли, загубил в сражението и двете си ръце, води своята чета в бой, а Иванчо, загубил и двата си крака, заповядва да го завържат за седлото и продължава да се сражава с турците.
През пролетта на 1829 година, Димитър и Павел Македонски участвали и в предишната Руско-турската война начело на част от действалата тогава Българска земска войска, сега пак формират и ръководят отряд от около 150 българи, главно от Кишинев, които действат по дунавското крайбрежие срещу нередовни османски части около Оршова и Калафат.
Към войските на генерал Дибич се присъединяват отделно и значителен брой български чети и отряди „волонтири“ (волентери, улунтири, волунтири, валантери) като четата от дн. с. Гурково (тогава Хайнито) на войводата Генчо Къргов. След прекосяване на Стара планина в нея влизат още жители на Хайнито, Твърдица и други селища, първоначално са около 60 души, но впоследствие стигат до 120. Тези доброволчески войски достигат до Адрианопол.
Бойчо войвода от Трявна заедно с братята си организират самостоятелна българска дружина и се поставят в разположение на руското командване. Дружината участва при обсадата Силистра и в боевете за осигуряване придвижването на армията към Шумен и в превеждането ѝ през старопланинските Айтоски и Върбишки проходи в 1829 г. Заедно с разезд казаци дружината събира данни за противника и действа като авангард. При срещен бой с башибозушки табор, войскова единица равна на батальон, дружината с числен състав под рота, разгромява напълно противника, който дава 50 убити, а останалите се спасяват с бягство от разярените българи. Дружината на Бойчо войвода предприема и действия в Тракия – унищожава турски обози с храни и дрехи, нападали башибозушки шайки и снабдявали въстаниците с така нужното им оръжие.
Четите на Стоян войвода и Желтък войвода влизат с руснаците в Ямбол на 23 юли 1829 г. и са въоръжени с над 250 пушки от Ямболския дебой.
Веднага след пристигането на русите българите образуват цяла доброволческа войска „волентири“ от Сливен, в която участват голям брой видни сливенци като – Петър Бояджиолу, Кичук Тодор, Злати Бакърджиолу, Тодор Кършеолу и други, те вземат много повече турско оръжие отколкото след превземането на дебоите в Ямбол и се присъединяват към русите.
Още преди сливенци към руската войска се включва чета волонтири от Елена, водена от Нено Юрданов от махала Райновци и Недю от махала Папратлива.
Тези патриоти се явяват на руските войски като разузнавачи и водачи. Дибич с новите български доброволци помощници след Сливен продължава на юг и като напълно неочаквано за турците го превеждат през Сакар планина през прохода Малък Дервент, за 4 дни без почивка начело на освободителната армия се озовава пред Одрин, където изненаданият командващ крепостта е принуден да капитулира и на 20 август руските войски заедно с българите влизат победоносно в него, с това е решен изхода от войната.
След подписването на 14 септември 1829 на Одринският мирен договор сложил край на войната корпусът и българските отряди са разформировани.

## Странджанско-созополският български доброволчески отряд на Стойко Маврудов и четите на Вълчан войвода, Стоян войвода и др.
Созополско-странджанският български доброволчески отряд, начело със Стойко Маврудов заедно с Вълчан Войвода, Райко и Щерю е образуван в Созопол към 15 февруари 1829 г. при освобождаването на града в Боевете за Созопол. Българите участват заедно с руснаците в щурма на редутите при овладяването на Созопол станал на 16.II.1829 г.
На 28 март 1829 отрядът заедно с руските части успешно отбива атаката срещу Созопол на превъзхождащия ги турски неприятел хвърлил 4000 пехота и 1500 кавалерия срещу общо 3000 руси и българи, отбраняващи града. Битката е решена с масирана контраатака, турската войска е разпръсната, оставяйки 250 убити. След този бой Созопол се превръща в основна база на руските военноморски операции до края на войната.
На 30 юли 1829 г., когато русите и съпровождащите ги българи щурмуват 20-хиляден османски корпус, съсредоточен в Сливен, турците най-неочаквано са ударени съкрушително от български отряд въстаници, въоръжени с укрито оръжие и боеприпаси от несъстоялото се „Сливенско въстание през 1821“ и тамошния комитет на освободителното „Тайно братство“ на д-р Иван Селимински през 1825 г., противникът бързо е разгромен от общия напор на руси и българи.
На 8 август 1829 г. той печели голямото сражение край Малък Самоков с което е превзета известната оръжейна фабрика – арсенал в града, укрепена от всички страни с високи зидове с бойни кули с леки планински оръдия на тях. Хаджи Георги от Малко Търново заедно със странджанската част на Созополския отряд организирали „въстанически отряд от около 1000 души партизани“, пише в руското съобщение. В района, гдето се съсредоточавали българските въстаници, пристига и полк егери и един хусарски ескадрон. В нощта на 7 срещу 8 август, българските работници от фабриката нападат охраната при южната порта и пускат в „крепостта“ първите стотина четници. Започва ръкопашен бой, след 3-часово кръвопролитно сражение оръжейната фабрика в Малък Самоков е превзета. В плен са взети 40 турски войници и 3 офицери. Целият комплекс от пещи, леярни, работилници, помещения за охраната и т.н. били разрушени и е ликвидирана много важна за противника оръжейна фабрика.
Четниците на Стоян войвода и Вълчан Войвода, на Гълъб войвода и Желтък войвода, на Петър войвода и Бойчо войвода кръстосват Тракия, унищожават турски обози с храни и дрехи, нападат башибозушки шайки и пръснати турски войници, отнемат от противника и снабдяват българите с така нужните им оръжие и боеприпаси, ориентират руската армия и я информират за положението на врага.
Стоян войвода и четниците му през август 1829 при с. Пънчево (тогава Каракютук) атакуват и унищожават до крак заедно с главатаря му отряда от няколкостотин души башибозук, разбити турски войници и всякакви други елементи на Тахир ага (Тахираа).които без разлика между християни и мюсюлмани, унищожавал и грабел където завърне из Тракия, победата им е посрещната с голяма радост от населението.
В началото на август 1829 г. странджанските доброволци в Малкотърновско изненадали, влезли в бой и разгромили с цената на десетки жертви „движеща се на югозапад турска част, водена от Халил паша, като я унищожили до крак“ в станалото тежко кръвопролитно сражение, свидетелства руско военно съобщение.
Сражавалите се българи в края на войната връчват на Феликс Петрович Фонтон дипломат към действащата армия послание от шестнадесет точки, с най-важните им искания – „Молбата на християните от с. Факия“, в нея е записано:. „Да будем сами волни. Да мы сами себя да судимо. Да мы черкви правим, когда и где захотим. Субаши да няма нигде. Да мы оружие носимо..:" и т.н., но мирът вече е сключен и той не дава на българите абсолютно нищо освен доста съмнителните обещания за „амнистия“ и коварното „право“ да напуснат родните си места, определено в чл. 13 от Одрински мирен договор – „В един 18-месечен срок, християните, поданици на Османската империя, имат право да продадат имуществото си и да се изселят безпрепятствено в Русия.“
След като цар Николай I отказва на активизиралите се през пролетта на 1828 г. букурещки българи, които през юли със свои представители начело с Александър Некович (племенник на Атанас Некович) се опитват да се срещнат с руския император Николай I, който по това време се намира в руския лагер при Шумен, с намерението да поискат от Русия такива права за българите, с които се ползват Молдова, Влашко, Сърбия и Гърция, но не приема делегацията, а подготвеният меморандум не е разгледан и става ясно, че руската политика през първата половина на XIX в. все още не предвижда политическото освобождение на българите и войната се води само заради гърците, през 1830 г. комитет от видни букурещки българи Васил Ненович, Иван Селимински, Михаил Кифалов, д-р Никола Пиколо и др. подемат инициатива за създаване на автономно българско княжество в Добруджа. Проектът е представен пред Дивана на Влашко, който не го отхвърля, но не го и подкрепя. С него е запознат и княз Стефан Богориди, който прави опит да представи идеята пред турските власти, но без успех. Идеята не се реализира и към 140 хил. българи се изселват от родината си в посока северно от Дунав. Така е провалена и тази четвърта идея за автономно българско княжество след първата на Софроний Врачански от 1811 г. за образуване на такова в някаква територия от двете страни на Дунав в населените с българи първо във Влашко, а след отвоюване на земи от султана и в Мизия, втората на Ватикатиоти също предлага да се направи такава сред преселниците в Бесарабия към 1816 г., третата на Селимински и др. в неуточнена част от ентическите територии от 1828 г., третата в Странджа от 1829 г. на местните българи, но всички пропадат.